# Glinje (gmina Braslovče)
Glinje – wieś w Słowenii, w gminie Braslovče. 1 stycznia 2017 liczyła 46 mieszkańców.